# Contea di Ford (Illinois)
La contea di Ford (in inglese Ford County) è una contea dello Stato dell'Illinois, negli Stati Uniti. La popolazione al censimento del 2000 era di 14 241 abitanti. Il capoluogo di contea è Paxton.